# Nikolskoïe (kraï du Kamtchatka)
 (octobre 2018).
Si vous disposez d'ouvrages ou d'articles de référence ou si vous connaissez des sites web de qualité traitant du thème abordé ici, merci de compléter l'article en donnant les références utiles à sa vérifiabilité et en les liant à la section « Notes et références ».
Nikolskoïe (russe : Нико́льское, Aleut : Никоольскиҳ) est une localité rurale (un selo) et le centre administratif du raïon des Aléoutiennes du Kraï du Kamchatka, en Russie, situé sur l'île Béring dans la chaîne des îles Komandorski. La population s'élevait à 624 habitants en 2023. C'est la seule localité habitée qui reste dans le raïon.

## Histoire
Nikoloskoïe a été fondée en 1826 par des colons aléoutes (Unangan) de l'île Atka, dans les îles Aléoutiennes, qui y ont été amenés par des commerçants de fourrures russes. Tout en se livrant dans une certaine mesure aux activités traditionnelles de chasse à la baleine et de chasse au phoque au harpon et à la lance, ils étaient surtout employés pour la chasse aux animaux à fourrure, notamment aux loutres de mer et à l'otarie.

## Démographie
| 1959* | 1970* | 1979* | 1989* | 2002* | 2010* |
| ----- | ----- | ----- | ----- | ----- | ----- |
| 565   | 1 023 | 1 240 | 1 356 | 808   | 676   |

| 2013 | 2020 | 2021 | 2023 | - | - |
| ---- | ---- | ---- | ---- | - | - |
| 691  | 676  | 671  | 624  | - | - |

À l'heure actuelle, la population est répartie à peu près également entre Russes et Aléoutes, les unions mixtes fréquentes.

## Économie
L'économie actuelle repose principalement sur la pêche, en particulier la récolte du caviar de saumon, la cueillette de champignons et les services et subventions gouvernementaux. Bien que vivant dans un environnement extrêmement riche en faune et flore, les habitants de l'île sont très limités dans l'utilisation de ces ressources puisque la quasi-totalité de l'île est une réserve naturelle. Dans les années qui ont suivi la dissolution de l'Union soviétique, le braconnage du poisson, du renard arctique, du renne (qui a été introduit sur l'île) et d'oiseaux migrateurs a été très répandu, mais il n'y a pratiquement aucune chasse aux mammifères marins en raison de leur protection stricte.
En 2013 fut inauguré un complexe éolien d'une capacité totale de 550 kW à Nikolskoïe.

## Climat
Comme le reste du kraï du Kamtchatka, Nikolskoïe a un climat subarctique, bien que l'océan rende les températures beaucoup moins extrêmes que dans la Sibérie intérieure, les hivers étant environ quatre degrés plus "doux" qu'à Petropavlovsk-Kamchatski. La transition vers le climat océanique subpolaire du sud-ouest de l'Alaska vers l'est est très apparente, en particulier pendant les heures d'ensoleillement extrêmement basses, qui ne sont en moyenne que de 2,8 heures par jour en raison du brouillard constant de la dépression des Aléoutiennes et du courant Oya shivo sur son flanc ouest.

## Religion
La première église de Nikolskoïe a été dédiée à saint Nicolas et à saint Innocent d'Irkoutsk. Elle a été construite en 1799 par la Compagnie russe d'Amérique. 
Le deuxième bâtiment fut inauguré dans les années 1890 et fermé après la révolution d'Octobre. Il a ensuite servi de club local puis d'auberge, et a finalement brûlé en 1983. 
Une nouvelle église est prévue pour le centre du village, un endroit non soumis aux tsunamis. Il sera construit à Petropavlovsk-Kamchatski, démonté, expédié sur l'île et y remonté.